# Patrick Estes
Patrick Estes (* 4. února 1983 Richmond, Virginie) je bývalý hráč amerického fotbalu. Hrával na pozici Tackla. Byl draftován v roce 2005 v sedmém kole jako 248. hráč celkově týme San Francisco 49ers.

## Vysoká škola a univerzita
Estes hrál vysokoškolský fotbal za Benedictine Cadets v virginském Richmondu, kromě toho se také věnoval basketbalu. Byl považován za jednoho z nejlepších Tight endů v zemi, i když během univerzitní kariéry sloužil především jako záloha za Heatha Millera nebo jako blokař. Přesto si ho San Francisco do svého týmu následně vybralo jako Offensive tackla.

## Profesionální kariéra
Patrick Estes byl vybrán v sedmém kole Draftu NFL 2005 na 248. místě celkově týmem San Francisco 49ers. Během tří let zde odehrál osm zápasů a následně byl 18. prosince 2007 propuštěn. O den později přestupuje k Buffalo Bills, ale před začátkem sezóny je 30. srpna 2008 propuštěn a od té doby je bez angažmá.